# La viuda de Blanco
La viuda de Blanco é uma telenovela estadunidense-colombiana exibida pela Telemundo em 2006.
É um remake da telenovela colombiana de mesmo nome, produzida em 1996.
Foi protagonizada por Itatí Cantoral e Francisco Gattorno e antagonizada por Zharick León, Zully Montero, Martín Karpan e Eduardo Ibarrola

## Elenco
- Itatí Cantoral - Alicia Guardiola Vda. de Blanco / de Blanco
- Francisco Gattorno - Sebastián Blanco Albarracín
- Zharick León - Iluminada Urbina Garcez
- Martín Karpan - Amador Blanco Albarracín
- Zully Montero - Perfecta Albarracín
- Alejandro Felipe Flores - Felipe Blanco / Duván Blanco
- Lilibeth Morillo - Haydee Blanco Albarracín
- Daniela Torres - Roberta
- Flavio Caballero - Justino Briñón
- Jeanette Lehr - Judith Cuestas
- Lorena Rojas - Marisa Blanco
- Eduardo Ibarrola - Laurentino Urbina
- Carlos Humberto Camacho - Dimas Pantoja
- Alfonso Diluca - Hipólito Rebollo
- Michelle Jones - Teresa
- Manuel Balbi - Megateo
- Martha Pabón - Ofelia
- Renato Rossini - Fabio Huster
- Marcela Serna - Clarita
- Sabrina Olmedo - Cornelia Guarnizo
- Freddy Viquez - Dr. Mahecha
- Carlos Garin - Don Humberto Gonzalez
- Evelyn Santos - Mirta Catalina
- Francheska Mattei - Valentina Tamayo "Nina"
- Michelle Vargas - Valeria Sandoval
- Nury Flores - Blasina
- Pedro Moreno - Querubín
- Rodolfo Jimenez - Teniente Pablo Ríos
- Wendy Reyes - Hermelinda
- Robert Avellanet - Ricardo Durán
- Diego Vargas - Memo Aguirre
- Gabriel Morales - Beto
- Daniela Nieves - Patricia Giraldo
- Gustavo Franco - Profesor Pedro Chacon
- Victor Corona - Miguel Angarita
- Esteban Villareal - Señor Alcalde
- Eduardo Wasvelier - Padre
- Xavier Coronel - El Peluquero
- Reinaldo Cruz - Doctor
- Carlos Farach - Roberto
- Fidel Perez Michel - Comandante
- Carlos Javier Bello - Roberto Gálvez
- Ivan Rodriguez Naranjo - Director
- Ricardo Orozco - Albeiro
- Jorge Luis Portales  - Jair
- Alexandro Danko  - Rodrigo
- Carolina Powell  - Flor
- Marina Catalan  - Genoveva
- Clemencia Velásquez  - Mãe de Alicia
- Jorge Hernández - Taxista